# Picture exchange
Picture exchange (PCX) och är ett äldre format för bilder på datorer. Filformatet komprimerar bildfilerna, men är icke-förstörande till skillnad mot till exempel JPG. Kompressionsmetoden är väldigt snabb och tar lite minne, men den är inte effektiv.
PCX utvecklades till grafikprogrammet PC Paintbrush, vilket var en av de första populära grafikprogrammen för PC:n.